# Dart Reefs
Dart Reefs är en grupp rev i Ward Hunt Strait i provinsen Milne Bay i sydöstra Papua Nya Guinea. De ligger cirka 15 km från Nya Guinea, och på samma avstånd från ön Goodenough i ögruppen D'Entrecasteaux-öarna.